# R. F. Lucchetti
Rubens Francisco Lucchetti, mais conhecido como R. F. Lucchetti (Santa Rita do Passa Quatro, 29 de janeiro de 1930 – Ribeirão Preto, 4 de abril de 2024) foi um ficcionista, desenhista, articulista e roteirista de filmes, histórias em quadrinhos e fotonovelas. Era considerado o "Papa da Pulp fiction" no Brasil.

## Biografia
Seu pai, Américo Lucchetti, era fotógrafo profissional e calígrafo. Fã de literatura policial, o escritor afirma ter tido contato aos onze ou doze anos com duas edições da revista Mistérios da Editorial Lu que trazia histórias do herói pulp O Sombra.
Autodidata. Frequentou até o quarto ano primário, estudando no Grupo Escolar "Tomas Galhardo", em Vila Romana, na capital paulista. Além de sua intensa atividade literária e artística, exerceu as mais variadas profissões. Foi desde almoxarife até chefe de escritório.
Pai do professor universitário e escritor Marco Aurélio Lucchetti, autor de diversos livros sobre histórias em quadrinhos (A Ficção Científica nos Quadrinhos, As Sedutoras dos Quadrinhos, Desnudando Valentina: Realidade e Fantasia no Universo de Guido Crepax) e editor de uma publicação on line, Jornal do Cinema. E foi casado durante 54 anos com Teresa Pereira Lima, que morreu em 2011.
Morou em São Paulo (1933-1945 e 1966-1972), Ribeirão Preto (1945-1966 e 1982-1995) e Rio de Janeiro (1972-1982). E, desde o final de 1995, residia em Jardinópolis, que fica a cerca de vinte quilômetros distante de Ribeirão Preto.
Morreu em 4 de abril de 2024, após ser hospitalizado em Ribeirão Preto com um quadro grave de insuficiência respiratória.

## Vida profissional
Aos 12 anos, publica o conto  A Única Testemunha, em um jornal de bairro chamado O Lapiano.
Aos 13 anos de idade, começou a trabalhar como office boy numa loja de autopeças pertencente a parentes de sua mãe.
A partir de 1948 iniciou sua atividade jornalística; e, durante quinze anos (1948-1963), colaborou em todos os jornais existentes na época em Ribeirão Preto: Diário da Manhã, A Tribuna, A Cidade, O Diário, Diário de Notícias e A Palavra. Escrevia folhetins, contos, poemas e textos sobre Cinema e Literatura. Também publicou na revista pulp X-9, publicada pelo jornal O Globo e depois assumida pela Rio Gráfica Editora de Roberto Marinho.
Entre 1953 e 1962, foi proprietário de uma loja, a Monroe Auto Peças Ltda., localizada na Avenida Saudade, em Ribeirão Preto, uma cidade do interior do estado de São Paulo.
Em 1956, atendendo a um pedido de Aloysio Silva Araújo, famoso homem da radiofonia brasileira que, na época, era diretor de broadcasting da PRA-7 Rádio Clube de Ribeirão Preto, criou: o Grande Teatro de Aventuras, que era apresentado diariamente, de segunda a sexta-feira, nos finais de tarde; e o Grande Teatro A-7, que ia ar nas noites de domingo e que uma vez por mês era substituído pelo Grande Teatro de Mistério.
Foi um dos fundadores do Clube de Cinema de Ribeirão Preto. Entre 1960 e 1962, realizou, em parceria com o artista plástico e cenógrafo Bassano Vaccarini, uma série de filmes de animação (alguns desses filmes foram pintados na própria película; outros, filmados quadro a quadro), que projetaram nacional e internacionalmente o nome de Ribeirão Preto no cenário cultural.
Entre 1960 e 1965 idealizou, organizou e realizou, sob suas expensas, uma série de manifestações culturais.
A partir de 1960, começou a publicar esporadicamente na imprensa paulistana, escrevendo artigos para os jornais O Estado de S. Paulo, Folha de S. Paulo e Shopping News, entre outros.
Em 1961, foi gerente de um dos principais cinemas de Ribeirão Preto: o Cine Centenário, que ficava no centro da cidade.
Em 1964, publicou sua primeira história em quadrinhos, uma adaptação do conto A Única Testemunha, ilustrada por Paulo Hamasaki,publicada na segunda edição da revista O Corvo, da Editora Outubro. Escreveu inúmeros roteiros de histórias em quadrinhos para alguns dos maiores desenhistas do Brasil, como Nico Rosso, Eugênio Colonnese, Rodolfo Zalla, Julio Shimamoto, Sérgio Lima, José Menezes, Osvaldo Talo, Juarez Odilon, Wilson Fernandes, Sampa (Francisco Ferreira Sampaio), Flávio Colin e Edmundo Rodrigues. Começou a publicar histórias aos doze anos, na década de 1940, seu primeiro texto publicado foi "A Única Testemunha", escrito sob a influência e o impacto da leitura dos contos "O Gato Preto" e "O Coração Revelador", de Edgar Allan Poe. Na maioria das vezes, assinava com pseudônimos (sugeridos quase sempre pelos próprios editores, que não acreditavam num nome latino assinando histórias de Mistério e Horror) ou heterônimos, como Theodore Field, Terence Gray, Mary Shelby, Peter L. Brady, Christine Gray, R. Bava, Isadora Highsmith, Helen Barton, Frank Luke, Brian Stockler e Vincent Lugosi. Escreveu e publicou ao todo 1.547 livros, trezentas histórias em quadrinhos, 25 roteiros de filmes e centenas de programas de rádio e televisão e inúmeros contos para revistas pulp.  Criou dois reality shows (A Mansão dos 13 Condenados e Jogo das Palavras) e escreveu duas peças de teatro. Um de seus livros, Noite Diabólica, publicado em 1963, é considerado "o primeiro livro de Terror escrito no Brasil".
Correspondeu-se, nas décadas de 1960 e 1970, com os críticos e pesquisadores Vasco Granja (de Portugal) e Luis Gasca (da Espanha). Colaborou, durante muitos anos, no jornal A República (de Lisboa), nas revistas portuguesas Celulóide, Plateia e Tintin e na revista norte-americana CTVD: Cinema - Tv - Digest.
Em 1966, poucos meses após haver se mudado para a cidade de São Paulo, iniciou uma parceria com o cineasta José Mojica Marins, para o qual escreveu quase duas dezenas de roteiros de longas-metragens e, entre outras coisas, os scripts dos programas de tevê Além, Muito Além do Além e O Estranho Mundo de Zé do Caixão.
Com o ilustrador, desenhista e quadrinista Nico Rosso, criou diversas revistas de histórias em quadrinhos (A Cripta, O Estranho Mundo de Zé do Caixão, Zé do Caixão no Reino Terror, A Sombra, entre outras), que renovaram os quadrinhos brasileiros de Horror. Em A Cripta, o personagem principal era o vampiro Nosferatu, criado por Lucchetti e ilustrado por Nico Rosso, a revista durou cinco edições, nosferatu é uma palavra que significa vampiro e foi popularizada pelo filme de 1922.
Entre junho de 1968 e julho de 1970, foi redator-chefe da Projeção, uma revista destinada aos exibidores cinematográficos.
No final da década de 1960, criou três revistas pulp: Série Negra, Aventura e Mistério e Mistérios.
Para a Editora Prelúdio, fez roteiros de uma revista em quadrinhos de Zé Caixão ilustrada por Nico Rosso, além de roteiros para Juvêncio, o justiceiro do sertão, baseada em uma série de rádio de mesmo nome do gênero nordestern (um western ambientado no Nordeste brasileiro), além de criar diversas revistas masculinas em pequeno formato: Mulheres em Preto e Branco, Mulheres para Fim de Semana, Mulheres Só para Homens, Show de Mulheres e Show Girl. Logo em seguida, roteirizou a biografia em quadrinhos do apresentador e empresário Silvio Santos, Silvio Santos - Vida Luta e Glória, ilustrada por Sérgio M. Lima. O quadrinho foi feito para auxiliar a Editora Prelúdio da crise financeira após Mojica transferir os direitos das revistas do Zé do Caixão para outra editora. Esta é a única biografia autorizada por Silvio Santos, e a tiragem de 200 mil exemplares foi esgotada rapidamente.
Para a editora carioca Cedibra (Companhia Editora Brasileira), que pertencia à espanhola Bruguera, produziu novelas de bolso de horror e de detetive & mistério, além de traduzir autores espanhóis.
De 1972 a 1981 foi um dos editores da Cedibra (filial brasileira da editora espanhola Editorial Bruguera). Em 1974, para a Cedibra, criou uma série do gênero space opera chamada Equipe Aquarius para Coleção SOS - Ficção Científica, onde usou o pseudônimo K. L. Munro.
Por intermédio de José Mojica Marins, conheceu, em 1977, o cineasta Ivan Cardoso, especialista no terrir (comédia e terror), para quem escreveu os roteiros dos filmes O Segredo da Múmia, As Sete Vampiras, O Escorpião Escarlate e Um Lobisomem na Amazônia. Ainda no final da década de 1970, roteirizou quadrinhos de terror para o selo Capitão Mistério da Bloch Editores: Frankenstein (ilustrada por José Menezes), Drácula e A Múmia Viva, trazendo Kharis, múmia da Universal Pictures, na década seguinte, roteirizou histórias para Calafrio e Mestres do Terror, dois gibis de Terror publicados pela Editora D-Arte, de Rodolfo Zalla, que chegou a ilustrar uma quadrinização de O Segredo da Múmia, escrita pelo próprio Lucchetti. Lucchetti participou da tentativa de adaptação cinematográfica de Naiara, a Filha de Drácula, personagem dos quadrinhos de horror brasileiros dos anos 1960, ilustrada por Nico Rosso e publicada pela Editora Taika. O projeto, idealizado por Cardoso, que adquiriu os direitos da personagem e iniciou o roteiro em parceria com o produtor Diler Trindade, teve seu primeiro tratamento escrito por Lucchetti — contudo, o filme nunca saiu do papel.
Em 2003, com o lançamento do filme A Liga Extraordinária, publica pela Opera Graphica, o livro Os Extraordinários, onde reconta as seguintes histórias: As Minas do Rei Salomão de Henry Rider Haggard, Drácula de Bram Stoker, 20 Mil Léguas Submarinas de Júlio Verne, O Médico e o Monstro de Robert Louis Stevenson, Os Assassinatos da Rua Morgue de Edgar Allan Poe, Sherlock Holmes de Arthur Conan Doyle, além de um texto sobre Jack, o Estripador. Também pela editora publicou o livro de bolso O Guerreiro do Espaço (2003), usando o pseudônimo de “J. C. Lenehan”.
Em 2014, a Editorial Corvo, uma empresa do grupo Editorial ACP, lançou a Coleção R. F. Lucchetti, que irá publicar quinze de seus livros. O primeiro título da coleção é As Máscaras do Pavor.
Em 2015 o radialista e escritor Rafael Spaca lançou o livro Conversações com R.F.Lucchetti (Editora Verve).
Ainda em 2015, publicou pela Editora Laços a romantização de seu roteiro original de O Escorpião Escarlate. No ano seguinte, lança a romantização de As Sete Vampiras.
Atualmente, está escrevendo um roteiro de longa-metragem: O Lago das Mortas-Vivas, cujas protagonistas, cinco jovens zumbis, aterrorizam uma pequena cidade do interior do Brasil.
Em 2016 é lançado o curta-metragem R.F.Lucchetti, a Multiplicidade da Linguagem, de Rafael Spaca.
Em 2018 pela Editora Sebo Clepsidra, publicou Poemas de Vampiros, ilustrado por Anasor e organizado por seu filho Marco Aurélio Lucchetti, que reúne poemas escritos em várias épocas. No mesmo ano, a editora faz um financiamento coletivo no Catarse de uma biografia em quadrinhos de Edgar Allan Poe, escrita por Lucchetti com desenhos de Eduardo Schloesser.

## Prêmios
- Em 1956, no Concurso dos Melhores do Rádio do I Centenário de Ribeirão Preto, concurso esse promovido pela Prefeitura de Ribeirão Preto e o jornal A Cidade, ganhou como Melhor Novelista.
- Pelo roteiro de O Segredo da Múmia, ganhou o Kikito de Melhor Roteiro no Festival de Gramado de 1982.
- Pelo roteiro de O Despertar da Besta, ganhou o troféu Sol de Prata de Melhor Roteiro no Rio-Cine-Festival de 1986.
- Recebeu em 1990 o Prêmio Angelo Agostini na categoria Mestre do Quadrinho Nacional.
- Ganhou em 2013 o troféu HQ Mix na categoria Grande Mestre.
- O livro Emir Ribeiro Ilustra Fantasmagorias de R. F. Lucchetti foi finalista em 2014 ao Prêmio Jabuti, na categoria Ilustração.[28]

## Frases
- "Eu tenho horror à realidade. Por isso, sou um ficcionista." R. F. Lucchetti
- "Certa vez, li a seguinte afirmação do escritor norte-americano William Faulkner: 'Um escritor é alguém congenitamente incapaz de dizer a verdade. É por isso que o que ele escreve chama-se ficção.' Foi a partir de então que decidi denominar-me corretamente e chamar-me ficcionista." R. F. Lucchetti[10]
- "O horror nasceu comigo, está no meu DNA." R. F. Lucchetti
- "Antes mesmo de ter o conhecimento da palavra, eu já tinha predileção pelo Fantástico." R. F. Lucchetti
- "Eu não vivo no mundo real. Hábito um universo povoado por múmias, vampiros, lobisomens, monstros vindos de regiões abissais ou do além, zumbis, fantasmas, damas fatais, detetives particulares, mulheres misteriosas. Em meu mundo, sempre é noite e as ruas são becos escuros e encobertos por um eterno nevoeiro. Em meu mundo, cada esquina esconde um mistério." R. F. Lucchetti
- "Mesmo não gostando de admitir, eu sou um dos últimos autores de histórias pulp. E o pulp tem algo só dele: nas histórias, as cenas se sobrepõem ao enredo." R. F. Lucchetti
- "Antes de mais nada, você tem de fazer o leitor ou o espectador pensar. Quando isso não acontece, você não é um bom narrador." R. F. Lucchetti
- "Quando escrevo, mergulho em meu universo. Então, sou um deus: crio e destruo; e o mundo real, o qual abomino, passa a não existir." R. F. Lucchetti
- "Quando escrevo uma história, meu principal desejo é entreter o leitor, fazê-lo esquecer, ainda que por pouco tempo, os problemas do cotidiano." R. F. Lucchetti
- "O crime perfeito jamais existiu e jamais existirá, uma vez que o crime praticado é do conhecimento da consciência do criminoso. E pode haver uma testemunha mais implacável do que a consciência?" R. F. Lucchetti
- "Sempre gostei da noite. Não me sinto bem no sol, porque ele banaliza as coisas." R. F. Lucchetti

## Roteiros

### Cinema
- O Estranho Mundo de Zé do Caixão (1968, direção de José Mojica Marins)
- Trilogia de Terror (1968, direção de José Mojica Marins), episódio "Pesadelo Macabro"
- O Despertar da Besta (1969, direção de José Mojica Marins), cujo título original era Ritual dos Sádicos
- A Marca da Ferradura (1971, direção de Nelson Teixeira Mendes)
- Finis Hominis (1971, direção de José Mojica Marins)
- Sexo e Sangue na Trilha do Tesouro (1971, direção de José Mojica Marins)
- A Herdeira Rebelde (1972, direção de Nelson Teixeira Mendes)
- Quando os Deuses Adormecem (1972, direção de José Mojica Marins)
- Exorcismo Negro (1974, direção de José Mojica Marins)
- A Estranha Hospedaria dos Prazeres (1976, direção de José Mojica Marins)
- Inferno Carnal (1976, direção de José Mojica Marins)
- Delírios de um Anormal (1978, direção de José Mojica Marins)
- Mundo - Mercado do Sexo (1978, direção de José Mojica Marins)
- A Praga (1979, direção de José Mojica Marins)
- O Segredo da Múmia (1982, direção de Ivan Cardoso)
- Meu Homem, Meu Amante (1984, direção de Jean Garrett)
- No Mundo da Carochinha Volume I - Chapeuzinho Vermelho (1986, direção de Wilson Rodrigues)
- No Mundo da Carochinha Volume II - Joãozinho e Maria (1986, direção de Wilson Rodrigues)
- As Sete Vampiras (1986, direção de Ivan Cardoso)
- O Gato de Botas Extraterrestre (1989, direção de Wilson Rodrigues)
- O Escorpião Escarlate (1989, direção de Ivan Cardoso), baseado no seriado radiofônico As Aventuras do Anjo[7]
- Um Lobisomem na Amazônia (2005, direção de Ivan Cardoso)

### Rádio
- Grande Teatro de Aventuras (1956-1958, PRA-7 Rádio Clube de Ribeirão Preto)
- Grande Teatro A-7 (1956-1958, PRA-7 Rádio Clube de Ribeirão Preto)

### Televisão
- Quem Foi? (1961, TV Tupi, Canal 3, de Ribeirão Preto, 25 episódios)
- Além, Muito Além do Além (1967-1968, TV Bandeirantes, Canal 13, de São Paulo, 34 episódios; direção de Antonino Seabra e Mário Pomponet)
- O Estranho Mundo de Zé do Caixão (1968, TV Tupi, Canal 4, de São Paulo, doze episódios; direção de Antônio Abujamra)

## Revistaspulp

### Revistas em que colaborou
- Policial em Revista
- X-9
- Meia Noite
- Agentes da Lei
- Suspense
- Garras da Lei
- Emoção
- Contos de Mistério
- Mistério Jacques Douglas
- Ação Policial

### Revistas que criou
- Série Negra (1969, Saber, dois números)
- Aventura e Mistério (1969, Saber, um único número)
- Mistérios (1969-1970, Editora Prelúdio, três números)

## Quadrinhos
- A Cripta (1968–1969, Editora Taika, cinco números; desenhos de Nico Rosso)
- O Estranho Mundo de Zé do Caixão (1969, Editora Prelúdio, quatro números; desenhos de Nico Rosso)
- Special Sexta-Feira 13 (1969, Editora Sublime, um único número; desenhos de Nico Rosso)
- O Homem do Sapato Branco (1969, Editora Prelúdio, três números; desenhos de Eugênio Colonnese). Assinava as histórias com o pseudônimo de R. Bava
- Edição Gigante de Impacto (1969, Editora Prelúdio, um único número; desenhos de Eugênio Colonnese)
- A Vida de Sílvio Santos (1969, Editora Prelúdio, um único número; desenhos de Sérgio M. Lima)
- Histórias Que o Povo Conta (1970, Editora Prelúdio, três números; desenhos de Sérgio M. Lima)
- O Homem Que Matou o Homem Mau (1970, Editora Prelúdio, um único número; desenhos de Sérgio M. Lima)
- Zé do Caixão no Reino do Terror (1970, Editora Prelúdio, dois números; desenhos de Nico Rosso)
- O Filho de Satã (1970, Editora Taika, um único volume; desenhos de Nico Rosso). É um romance gráfico
- Carne Fresca para a Mesa! (1970, Editora Taika, um único volume; desenhos de Nico Rosso). É um romance gráfico
- Os Vampiros Não Praticam o Sexo! (1970, Editora Taika, um único volume; desenhos de Nico Rosso). É um romance gráfico
- Fantastykon Panorama do Irreal (1972, Editora Edrel, dois números; desenhos de Nico Rosso)
- Juvêncio, O Justiceiro[29] (1968-1969, Editora Prelúdio, oito números; desenhos de Eugênio Colonnese e Rodolfo Zalla)
- O Gato[30] (1967, Jotaesse Editora; desenhos de Eugênio Colonnese)
- Spektro (Editora Vecchi)
- A Múmia (1977-1978, Bloch Editores, seis números; desenhos de Julio Shimamoto).[23]
- Elvis Presley em Quadrinhos (1977, Bloch Editores, um único número; desenhos de José Menezes e Mário Lima)
- Frankenstein (1977, Bloch Editores, dois números; desenhos de José Menezes)
- No Reino do Terror de R.F. Lucchetti (2001, Opera Graphica Editora, único volume; desenhos de Nico Rosso, Julio Shimamoto, Eugênio Colonnese, Rodolfo Zalla e Flávio Colin)
- 45 Anos de Velta (2017, desenhos de Emir Ribeiro)
- A Vida e os Amores de Edgar Allan Poe (2018, Sebo Clepsidra; único volume; desenhos de Eduardo Schloesser)

## Livros
- Música Secreta (1952, Edição do Autor)
- Noite Diabólica - Contos Macabros (1963, Editora Outubro), antologia de terror
- O Dôbre Sinistro (1963, Editora Outubro), terror
- O Ouro dos Mortos (1963, Editora Outubro), aventura
- Fim-de-Semana com a Morte (1972, Cedibra), policial
- Confissões de uma Morta (1972, Cedibra), policial
- Cerimônia Macabra (1972, Cedibra), antologia de terror
- Sombras do Mal (1973, Cedibra), policial publicado sob o pseudônimo Sheila MacCarthy
- Os Amantes da Sra. Powers (1973, Cedibra), policial
- O Fantasma do Tio William (1974, Cedibra), romântico
- O Caso do Manequim (1974, Cedibra), policial publicado sob o pseudônimo Mark Donahue
- O Homem Que Criou o Mito (1974, Cedibra)
- Feiticeiras do Amor (1974, Cedibra), romântico publicado sob o pseudônimo Ricardo Veronese
- A Última Noite de Amor (1974, Cedibra), romântico publicado sob o pseudônimo Frank Luke
- Sete Ventres para o Demônio (1974, Cedibra), terror
- A Maldição do Sangue de Lobo (1974, Cedibra), terror
- As Máscaras do Pavor (1974, Cedibra), terror
- Museu dos Horrores (1974, Cedibra), terror
- Os Vampiros Não Fazem Sexo (1974, Cedibra), terror publicado sob o pseudônimo Brian Stockler
- A Lua do Lobisomem (1974, Cedibra), terror publicado sob o pseudônimo Terence Gray
- Os Olhos do Vampiro (1974, Cedibra), terror publicado sob o pseudônimo Theodore Field
- A Escrava de Satanás (1974, Cedibra), terror
- A Herdeira Rebelde (1974, Cedibra), romântico
- Operação Juízo Final  (1974, Cedibra), ficção cientifica sob o pseudônimo K. L. Munro
- No Domínio do Mistério (1975, Cedibra), terror publicado sob o pseudônimo Terence Gray
- A Volta de Frankenstein (1975, Cedibra), terror publicado sob o pseudônimo Mary Shelby
- O Emissário de Satã (1975, Cedibra), terror
- Nos Domínios de Drácula (1975, Cedibra), terror
- O Demônio Exorcista (1975, Cedibra), terror publicado sob o pseudônimo Peter L. Brady
- Sexo de Encomenda (1975, Cedibra), policial
- A Princesa das Sombras (1975, Cedibra), terror publicado sob o pseudônimo Isadora Highsmith
- Trágica Obsessão (1975, Cedibra), terror publicado sob o pseudônimo Isadora Highsmith
- O Castelo da Dama de Azul (1975, Cedibra), terror publicado sob o pseudônimo Isadora Highsmith
- Crepúsculo Sobre a Neve (1975, Cedibra), terror publicado sob o pseudônimo Isadora Highsmith
- Fogo Sagrado (1975, Cedibra), terror publicado sob o pseudônimo Isadora Highsmith
- O Fantasma de Greenstock (1975, Cedibra), terror publicado sob o pseudônimo Isadora Highsmith
- A Filha da Noite (1975, Cedibra), terror publicado sob o pseudônimo Isadora Highsmith
- Em Nome do Amor (1975, Cedibra), romântico publicado sob o pseudônimo Christine Gray
- O Solar dos Gansfields (1975, Cedibra), terror publicado sob o pseudônimo Christine Gray
- Noites Brancas em Dravko (1976, Cedibra), terror publicado sob pseudônimo Isadora Highsmith
- Um Álibi de Amor (1976, Cedibra), policial publicado sob o pseudônimo Helen Barton
- A Justiça pelo Colt (1977, Cedibra), western publicado sob pseudônimo William Sharp
- A Cidade dos Corruptos (1977, Cedibra), policial publicado sob o pseudônimo Ricardo Veronese
- Convite para a Morte (1977, Cedibra), policial publicado sob o pseudônimo J. Luther Brown
- A Ronda da Morte (1977, Cedibra), policial publicado sob o pseudônimo J. Luther Brown
- Rota Sangrenta para Phoenix (1978, Cedibra), western publicado sob pseudônimo Lee Sheridan
- Os Amantes de Sabrina (1978, Cedibra), romântico publicado sob o pseudônimo Marcelo Francis
- O Crime da Gaiola Dourada (1979, Difel), policial
- Sedução à Italiana (1980, ZIP Editora), policial publicado sob o pseudônimo Janete Chantal
- As Virgens do Drácula (1980, Cedibra), terror publicado sob o pseudônimo Erich Von Zagreb
- Gargantas Dilaceradas (1980, Cedibra), terror publicado sob o pseudônimo Erich Von Zagreb
- A Noite do Vampiro (1980, Cedibra), terror publicado sob o pseudônimo Erich Von Zagreb
- Orgia de Sangue (1980, Cedibra), terror publicado sob o pseudônimo Erich Von Zagreb
- Sepulcro Maldito (1980, Cedibra), terror publicado sob o pseudônimo Erich Von Zagreb
- Flor de Sangue (1980, Cedibra), terror publicado sob o pseudônimo Erich Von Zagreb
- Cemitério sem Cruzes (1980, Cedibra), terror publicado sob o pseudônimo Erich Von Zagreb
- Naiara, a Mulher Vampiro (1980, Cedibra), terror publicado sob o pseudônimo Erich Von Zagreb
- Discípulos do Mal (1980, Cedibra), terror publicado sob o pseudônimo Erich Von Zagreb
- Batismo das Feiticeiras (1980, Cedibra), terror publicado sob o pseudônimo Erich Von Zagreb
- A Boneca dos Olhos Vazados (1980, Cedibra), terror publicado sob o pseudônimo Erich Von Zagreb
- A Mansão do Fogo Eterno (1980, Cedibra), terror publicado sob o pseudônimo Erich Von Zagreb
- A Tumba de Morela (1980, Cedibra), terror publicado sob o pseudônimo Erich Von Zagreb
- Aurora de Sangue (1980, Cedibra), terror publicado sob o pseudônimo Erich Von Zagreb
- Drácula (1987, Editora Cunha), terror/clássico de Bram Stocker recontado por Lucchetti
- Ivampirismo o Cinema em Pânico (1990, EBAL/Fundação do Cinema Brasileiro), que contém os roteiros de O Segredo da Múmia e As Sete Vampiras
- O Cavaleiro Solitário (1993, Editora Fittipaldi), western
- Ouro Maldito (1993, Editora Fittipaldi), western
- A Teia nas Sombras (1993, Editora Fittipaldi), policial
- O Segredo da Mansão (1994, Editora Fittipaldi), publicado sob o pseudônimo Barbara Bialley
- Uma Sombra do Passado (1995, Editora Fittipaldi), mistério e suspense
- A Noite Tudo Encobre (1995, Editora Fittipaldi), policial publicado sob o pseudônimo Frank King
- A Morte no Varieté (1995, Editora Fittipaldi), policial publicado sob o pseudônimo Frank King
- Quem Quer Brincar Comigo? (1995, Editora Fittipaldi), policial publicado sob o pseudônimo Frank King
- Os Eleitos da Morte (1995, Editora Fittipaldi), publicado sob o pseudônimo Barbara Bialley
- Depois do Beijo, a Morte (1995, Editora Fittipaldi), policial publicado sob o pseudônimo Barbara Bialley
- O Mestre da Vingança (1995, Editora Fittipaldi), publicado sob pseudônimo Constance Gray
- Um Morto em Minha Cama (1996, Editora Fittipaldi), policial publicado sob o pseudônimo Constance Gray
- O Homem que Caiu do Céu (1996, Editora Fittipaldi), publicado sob o pseudônimo Constance Gray
- Os Extraordinários (2003, Opera Graphica Editora), antologia de ação e aventura
- O Guerreiro do Espaço (2003, Opera Graphica Editora), ficção científica sob o pseudônimo J. C. Lenehan
- Emir Ribeiro Ilustra Fantasmagorias de R. F. Lucchetti (2013, Editora Devaneio), antologia de terror
- O Escorpião Escarlate (2015, Editora Laços), policial/roteiro original do filme
- As Sete Vampiras (2016, Editora Laços), terror/roteiro original do filme
- Onde Está Blondie? (2016, Editorial Corvo), sátira/roteiro original de filme nunca rodado
- A Filha de Drácula (2017, Editorial Corvo), terror/roteiro original de filme nunca rodado
- 5 Bonecas de Olhos Vazados (2017, Editorial Corvo), policial e mistério
- Poemas de Vampiros (2018, Clepsidra), poesia
- Arthur, o Nascimento de uma Lenda (2018, Editorial Corvo)
- Procure a Mulher! (2018, Editorial Corvo), antologia de contos
- A Mansão de Sorona (2019, Editorial Corvo), antologia de contos (alguns inéditos, outros reeditados)
- O Último Manuscrito do Dr. Watson (2019, Editorial Corvo), policial
- Mulheres-feras da Amazônia (2019, Editorial Corvo), terror/roteiro original (baseado no roteiro escrito para o filme Um Lobisomem na Amazônia, de 2005, mas que foi modificado pelo diretor Ivan Cardoso ao rodar o filme)[4]
- Reminiscências: Memórias do Pai da Pulp Fiction Brasileira (2020, Editorial Corvo), autobiografia
- O Mistério de Mary Rogers - Primeiro Volume (2020, Editorial Corvo), mistério
- Longe da Luz (2020, Editorial Corvo), antologia de contos
- Essas Mulheres (2020, Editorial Corvo), antologia de contos
- Reminiscências Volume 2: Memórias do Pai da Pulp Fiction Brasileira (2021, Editorial Corvo), autobiografia
- Reminiscências Volume 3: Memórias do Pai da Pulp Fiction Brasileira (2021, Editorial Corvo), autobiografia
- Cadernos de Quadrinhos Vol. 1 - Quadrinhos, uma arte, coescrito com Marco Aurélio Lucchetti (Editorial Corvo)

## Livros reeditados/Edições revisadas
- O Fantasma de Tio William (1983, Editora Melhoramentos), edição revisada do livro de 1974
- O Fantasma de Tio William (1992, Editora Ática, Coleção Vaga-Lume), nova revisão do livro de 1974
- O Lobisomem (1995, Editora Fittipaldi), edição revisada da novela Cerimônia Macabra, publicada no livro homônimo de 1972
- As Máscaras do Pavor (2014, Editorial Corvo/Editora Devaneio), edição revisada do livro de 1974
- O Museu dos Horrores (2015, Editorial Corvo/Editora Devaneio), edição revisada do livro de 1974
- O Abominável Dr. Zola (2016, Editorial Corvo), edição revisada do livro A Maldição do Sangue de Lobo (1974), que por sua vez foi inspirado em uma O personagem Dr. Zola foi criado em 1949 no folhetim O Criador de Monstros publicado no jornal Diário da Manhã, de Ribeirão Preto.[31][4] Parte do romance original seria adaptado no filme Um Lobisomem na Amazônia (2005), dirigido por Ivan Cardoso, porém, o filme acaba adaptando A Amazônia Misteriosa de Gastão Cruls, lançado em 1925, Cruls se inspirara em A Ilha do Dr. Moreau, de H. G. Wells, na adaptação feita pelo próprio Lucchetti, Dr. Moreau também participa da história.[32] Essa primeira parte de O Criador de Monstros foi adaptada como história em quadrinhos/romance gráfico com o título O Filho de Satã (1970), ilustrado por Nico Rosso, publicado pela Editora Taika e o romance  A Maldição do Sangue de Lobo, publicado em 1974 pela Cedibra na coleção Trevo Negro. Baseado em seu roteiro original de Um Lobisomem na Amazônia, Lucchetti publicou Mulheres-feras da Amazônia (2019, Editorial Corvo).
- Noite Diabólica - Contos Fantásticos (2016, Editora Argonautas), versão revisada da antologia de 1963, com a adição do conto A Única Testemunha
- Os Amantes da Sra. Powers (2016, Editorial Corvo), edição revisada do livro de 1973
- Rachel (2017, Editorial Corvo), edição revisada de O Solar dos Gansfields (1975)
- O Fantasma de Greenstock (2018, Editorial Corvo), edição revisada do livro de 1975
- Sortilégio (2018, Editorial Corvo), edição revisada do livro Nos Domínios do Mistério (1975)
- O Dobre Sinistro (2019, Editorial Corvo), edição revisada do livro de 1963
- A Possuída (2019, Editorial Corvo), edição revisada do livro O Demônio Exorcista (1975)
- A Filha das Trevas (2020, Editorial Corvo), edição revisada do livro A Escrava de Satanás (1974)
- 7 Ventres para o Demônio (2020, Editorial Corvo), edição revisada do livro de 1974

## Livros - Participação em antologias
- Legião de Vampiros (1972, Edrel) - R.F. Lucchetti organiza o livro e participa com o conto Mulher Satânica.
- O Corvo - Um Livro Colaborativo (2015, Empíreo)
- Crimes Fantásticos (2017, Argonautas)
- A Sociedade dos Corvos (2017, Coerência)

## Livros publicações no exterior
- El Emisario de Satan (1978, Cielosur) - Argentina - tradução para espanhol de O Emissário de Satã (1975)
- Terror en los Dominios de Dracula (1978, Cielosur) - Argentina - tradução para espanhol de Nos Domínios de Drácula (1975)

## Livros não ficção
- Carlitos o Mito Através da Imagem (1987, Editora Colégio)

## Filmes de animação
- Abstrações - Estudos 1, 2, 3 e 4 (1960)
- Fantasmagorias (1960, inacabado)
- Estudo 5 (1960-1961)
- Cosmos (1961)
- Tourbillon (1961)
- A Sombra (1961, inacabado)
- Vôo Cósmico (1961)
- Rinocerontes (1961)
- Viagem à Lua (1962)
- Catedralle (1962)
- Arabescos (1962)
- Variações Sobre um Tema de Miró (1962)
- Painel Abstrato (1962)
- Planificação (1962, inacabado)
- Imagens (1962, inacabado)

## Manifestações culturais
- Semana Chapliniana (março de 1960, Ribeirão Preto)
- Festival Introdução ao Cinema Francês (agosto de 1960, Ribeirão Preto)
- Festival do Cinema de Animação (junho de 1962, São Paulo, Museu de Arte de São Paulo)
- Chaplin - Show (junho de 1965, Ribeirão Preto)
- Festival Sherlock Holmes (julho de 1965, Ribeirão Preto)
- I Festival Internacional do Cinema de Animação (setembro-outubro de 1965, São Paulo, VIII Bienal de São Paulo)
- Festival Hitchcock (abril-maio de 1987, Ribeirão Preto)